# Do Detectives Think?
Do Detectives Think? is een Amerikaanse stomme film van Laurel en Hardy uit 1927. Het is de eerste film waarin het duo in hun gebruikelijke kleding (onder andere bolhoed, strik en stropdas) verschijnen. De film is geregisseerd door Fred Guiol en geproduceerd door Hal Roach.

## Verhaal
Een rechter (Finlayson) veroordeelt een moordenaar (Young) ter dood. De moordenaar zweert (natuurlijk) wraak op de rechter. Na zijn ontsnapping schakelt de rechter een recherchebureau in dat zijn twee minst bekwame rechercheurs Laurel en Hardy stuurt om hem te beschermen. De speurneuzen slagen er na veel ongelukken in om de moordenaar te vangen.

## Rolverdeling
| Acteur             | Personage                       |
| ------------------ | ------------------------------- |
| Stan Laurel        | Ferdinand Finklebery            |
| Oliver Hardy       | Sherlock Pinkham                |
| James Finlayson    | Rechter Foozle                  |
| Noah Young         | The Tipton Slasher              |
| Viola Richard      | Mevrouw Foozle                  |
| Frank Brownlee     | Baas detectivebureau            |
| Charles A. Bachman | Officier                        |
| Will Stanton       | Slasher's vriend                |
| Charley Young      | Jurylid                         |
| Wilson Benge       | Butler aangevallen door Slasher |
| Ed Brandenburg     | Rechtszaaltoeschouwer           |
| Charles Lloyd      | Jurylid                         |